# Bakary Saré
Bakary Saré (Abidjan, 5 maggio 1990) è un ex calciatore ivoriano naturalizzato burkinabé, di ruolo centrocampista.

## Palmarès

### Giocatore

#### Club

##### Competizioni nazionali
- Campionato belga: 1

Anderlecht: 2009-2010
- Coppa del Belgio: 1

Anderlecht: 2007-2008
- Supercoppa del Belgio: 1

Anderlecht: 2007
- Campionato norvegese: 1

Rosenborg: 2010
- Campionato rumeno: 1

CFR Cluj: 2011-2012
- Coppa di Lega portoghese: 1

Moreirense: 2016-2017